# Юлій Павло Шаудер
Ю́лій Павло́ Ша́удер (пол. Juliusz Paweł Schauder; 21 вересня 1899, Львів — вересень 1943, Львів) — польський математик єврейського походження, відомий своїми роботами з функціональному аналізу, диференціальних рівнянь та з математичної фізики.
Юлій Шаудер повинен був узяти участь в першій світовий війні відразу після закінчення школи і був полонений в Італії. Юлій Шаудер вступив до Львівського університету в 1919 році і здобув докторський ступінь в 1923 році. Він не дістав призначення в університеті та продовжував свої дослідження, працюючи вчителем у середній школі.
Завдяки своїм видатним результатам, він отримав в 1932 році стипендію, що дало йому змогу провести кілька років у Лейпцигу, і особливо в Парижі. У Парижі він почав дуже успішну співпрацю з Жан Лере. У 1935 році Шаудер дістав посаду старшого асистента в університеті Львова. Належав до Львівської математичної школи.
Після вторгнення німецьких військ у Львів Шаудер не зміг продовжувати свою роботу. У листах до швейцарських математиків він пише, що отримав нові важливі результати, але нема паперу, щоб їх записати.
Він був страчений гестапо, імовірно, у жовтні 1943 року.